# Trackingpoint
TrackingPoint är ett amerikanskt teknikföretag som har utvecklat det första systemet för precisionsstyrt skytte för långdistansskytte med extremt hög precision. Systemet fungerar på så vis att man med hjälp av sensorer och avancerad optik som är monterad på geväret kan markera ett mål, och sedan räknar en dator ut den perfekta vinkeln för att skottet ska träffa. Användaren får på en Heads-up-display (HUD) löpande information om hur man ska sikta för att skottet ska träffa rätt. En första version för allmänheten presenterades i januari 2013.

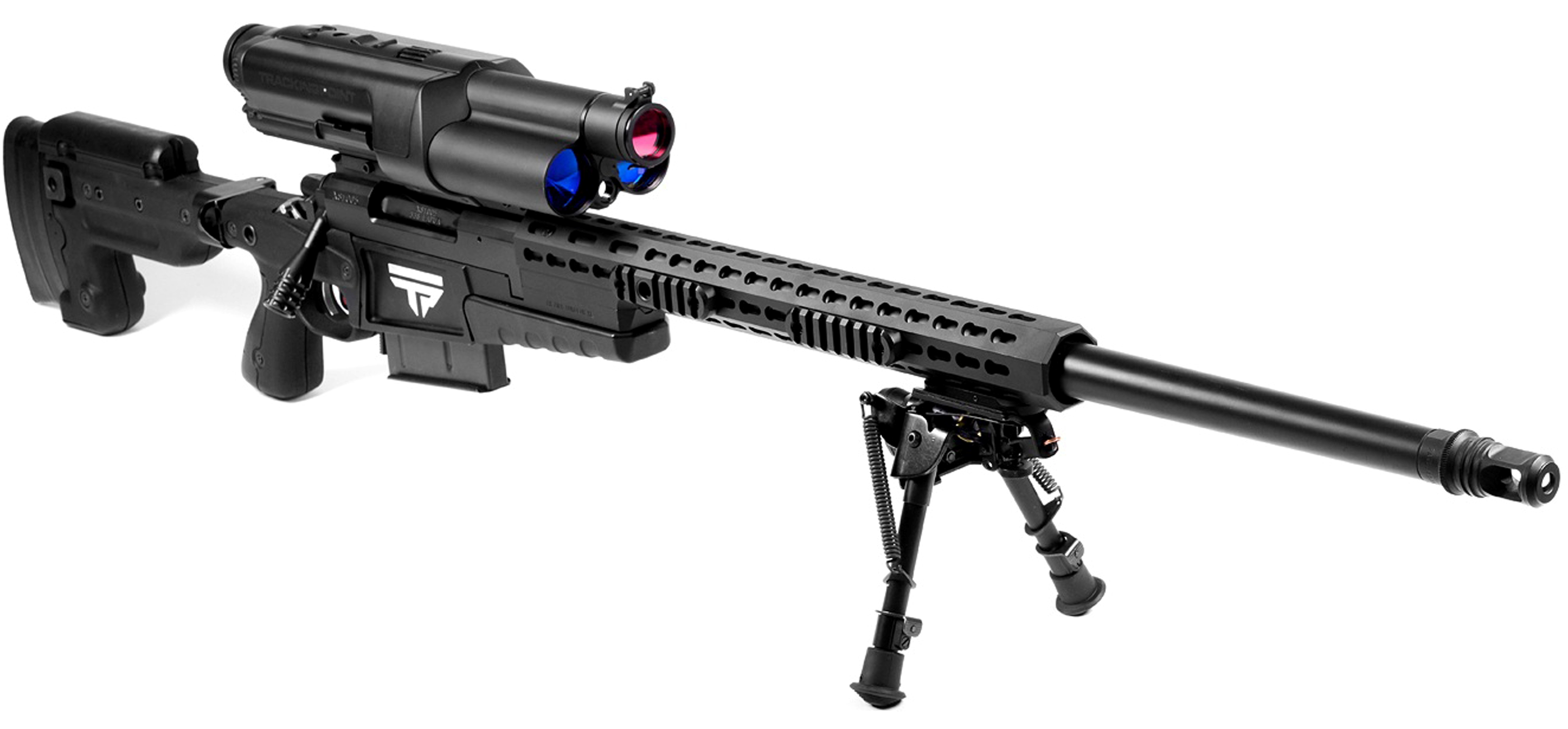
TrackingPoint XS1

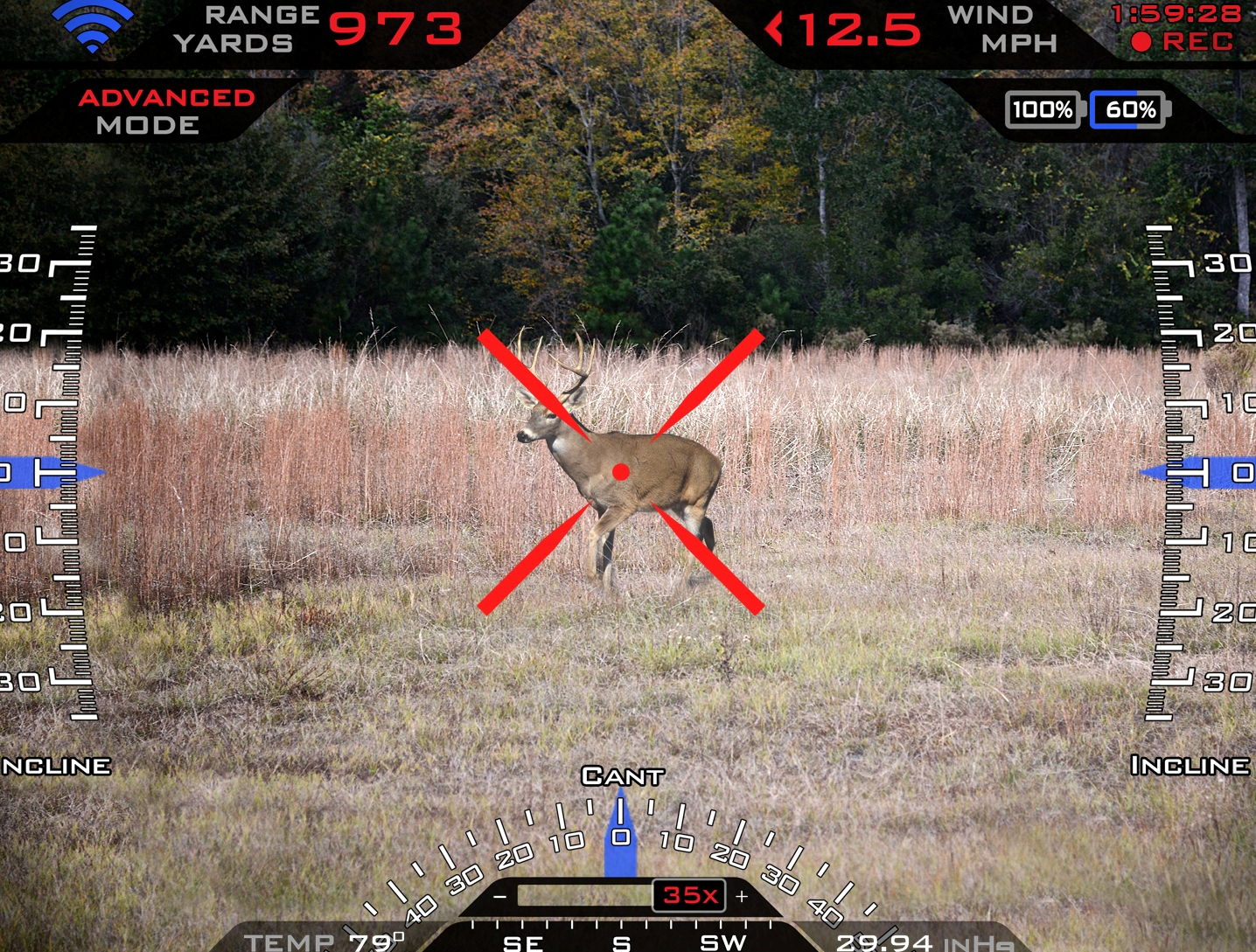
Heads-up-display som visar skytten hur siktet ska riktas för att träffa det markerade målet